# 다카마쓰촌 (야마가타현)
다카마쓰촌(高松村)은 일본 야마가타현 니시무라야마군에 존재했던 촌이다.